# リソースクリエイション
株式会社リソースクリエイションは東京都に本拠を置く、人材ソリューション事業、SNS事業、マーケティング事業、クリエイティブ事業などを行う日本の企業。採用に特化したSNS運用代行サービス「エアリク」の運営会社である。

## 概要
採用に特化したSNS運用代行サービス「エアリク」を運営するなどユニークなビジネスモデルを展開。TikTok「ユイカとヒロシ」は10万人のフォロワーを抱え、SNSの総フォロワー数は150万人、総再生回数10億回（2024年5月現在）、月間のリーチ数は100万人。2023年8月24日からは、渋谷クロスFMにて生放送番組「SNS FESTIVAL」を放送開始。
「High-Growth Companies Asia-Pacific（アジア太平洋地域における急成長企業ランキング2023）でトップ500に4年連続でランクインし、 22〜25年4年連続上位500社として表彰されるとともに英国紙「Financial Times」に掲載された（2022年 日本国内：50位（167社中）APAC：191位（500社中）、2023年 日本国内：51位（136社中）APAC：241位（500社中）、2024年は日本国内：63位、APAC：353位）、2025年 日本国内：20位（91社中）、APAC：191位（500社中）。3年連続ベストベンチャー100選出。
2023年6月に行われた日本ビジネスリサーチによる、"経営者への調査"において、5つの部門で同社の"採用特化型SNS運用代行サービス"が評価されている。
同社「SNS就活についての実態調査」によると、24卒学生の91.1％が就活を進める上で「企業のSNSアカウントは必要」。また就活生の73.3%が「Instagram」で実際に社名を検索したことがあると回答。これから若手採用のターゲットとなる「Z世代」は、SNSを駆使している世代であり、企業側に「SNS採用ブランディング」が注目される風潮を背景に業績を伸ばす。ANAや資生堂でもSNS採用ブランディングは採用され、同社は今後もこうした動きは継続すると見ている。
代表の高田桂太郎自身が、SNSを採⽤活動の必要性から始め、若い世代にアプローチするためと、社内の雰囲気の良さを伝える⼀つの⼿段として重視している。2023年7月にはインフルエンサーが集うイベントを、高田が主宰し催行。同年12月には、インフルエンサー向けの就職活動イベントも実施。また、採用対象にデジタルネイティブであるZ世代が増える中での採用には、Instagram、TikTokなどのアカウントを開設が重要であり、SNSを通したコミュニケーションが、潜在層へのアプローチに有効であるとの見解を示している。2024年7月には、同社にSNS投稿を委託している大阪の運送会社が、2023年7月に動画投稿アプリTikTokに初めて投稿した、会社で飼っている看板犬・ラブラドルレトリバーの動画が1年間で20万回近くの再生回数を稼ぐなど人気化。インスタグラムにも社員の日常の様子を7月19日までに114本投稿するなどして、その結果、それまでは年間600－700万円かかっていた求人にかかる広告費を委託費の450万に収めることに成功した例を朝日新聞が報じた。
社員の平均年齢は26歳、SNS部門は23歳で、役職者は8名中5名が女性である。
一般財団法人日本次世代企業普及機構より、ホワイト企業認定を受けている。2024年9月には、プラチナ認定される。

## 事業内容
- 人材ソリューション事業
- SNS事業「エアリク」
- マーケティング事業
- クリエイティブ事業

## 沿革
- 2015年 - 4月、髙田桂太郎により設立[22]。
- 2021年 - 12月20日、リンガーハットが、リソースクリエイションの採用特化型SNS運用代行サービス「エアリク」を外食産業として初導入し、写真投稿SNS「Instagram」の採用活動専用アカウントを設けた[23]。
- 2022年 - 4月、「High-Growth Companies Asia-Pacific 2022（アジア太平洋地域における急成長企業ランキング2022）日本国内：50位（167社中）APAC：191位（500社中）[7]。
- 2023年
  - 4月、「High-Growth Companies Asia-Pacific 2023（アジア太平洋地域における急成長企業ランキング2023）日本国内：51位（136社中）APAC：241位（500社中）[7][13]。
  - 5月18日、代表の高田桂太郎の「Z世代」増加の中での採用手法についての考え方がITmedia ビジネスオンライン上で公開[17]。
  - 6月30日、「エアリク」が日本ビジネスリサーチの調査において5部門で高評価を獲得[24]。
  - 8月24日、渋谷クロスFMにて生放送番組「SNS FESTIVAL」を放送開始[11]
  - 9月1日、「ホワイト企業認定 ゴールド」に認定される[6][5]。
  - 11月14日、12月16日開催予定のTikTok上の企業アカウントに登場するインフルエンサーが、会社説明会を行うというユニークな就活イベントの登壇企業4社のうちの1社としての出展が決まる[25]。
  - 11月15日、『第10回ホワイト企業アワード』「理念共有部門」受賞[26][27]。
- 2024年
  - 1月5日、2年連続ベストベンチャー100選出[8]
  - SNS総フォロワー100万人突破[9]。
  - 4月、「High-Growth Companies Asia-Pacific 2024（アジア太平洋地域における急成長企業ランキング2024）日本国内：63位、APAC：353位）[13]。
  - 9月1日、 ホワイト企業認定プラチナに認定される[4][21]。
  - 11月、縦型映像制作チーム「Bee Studio」を始動。自分たちにしかできない作品作りをめざし、芸能事務所と連携を図りキャスティングを行う[28]。

- 2025年

World Short Drama Awards 2025（沖縄国際文化祭にて）

  - 1月8日、3年連続で「ベストベンチャー100」に選出[29]。
  - 3月配信、U-NEXT配信ドラマ『Platonic Love』[28]

制作:株式会社リソースクリエイション（Bee Studio）。
アワード受賞作
作品名『走馬灯』
Nikon Presents- Vertical Movie Award 2025 審査員賞 受賞。
World Short Drama Awards 2025 グランプリ 受賞。
- - 4月13日、「High-Growth Companies Asia-Pacific 2025（アジア太平洋地域における急成長企業ランキング2025）日本国内：20位（91社中）APAC：191位（500社中）でトップ500に4年連続でランクインし、英国紙「Financial Times」に掲載された[30]。

## 所在地

### 本社・麻布オフィス
東京都港区南麻布2-8-21 SNUG MINAMI-AZABU 1階、3階、4階、5階

## メディア出演

### ラジオ
- 2023年 
  - 5月19日、TOKYO854くるめラ「午後の玉手箱」（広報ユイカ）[33]
  - 8月24日、渋谷クロスFMにて生放送番組「SNS FESTIVAL」[11]